# Liste der lettischen Abgeordneten zum EU-Parlament (2009–2014)
Die Liste der lettischen Abgeordneten zum EU-Parlament (2009–2014) listet alle lettischen Mitglieder des 7. Europäischen Parlaments nach der Europawahl in Lettland 2009.
Mit dem Inkrafttreten des Vertrags von Lissabon erhöhte sich die Zahl der lettischen Abgeordneten ab Dezember 2011 von acht auf neun.

## Mandatsstärke der Parteien
- GUE/NGL: 1
- S&D: 1
- G/EFA: 1
- ALDE: 1
- EVP: 3
- EKR: 1

- GUE/NGL: 1
- S&D: 1
- G/EFA: 1
- ALDE: 1
- EVP: 4
- EKR: 1

| Nationale Partei                              | Mandate | ab Dez. 2011 | Fraktion                                                                                  |
| --------------------------------------------- | ------- | ------------ | ----------------------------------------------------------------------------------------- |
| Pilsoniskā savienība (PS)                     | 2       | 3            | Fraktion der Europäischen Volkspartei (EVP)                                               |
| Jaunais laiks (JL)                            | 1       | 1            | Fraktion der Europäischen Volkspartei (EVP)                                               |
| Saskaņas Centrs (SC)                          | 1       | 1            | Fraktion der Progressiven Allianz der Sozialdemokraten im Europäischen Parlament (S&D)    |
| Saskaņas Centrs (SC)                          | 1       | 1            | Konföderale Fraktion der Vereinten Europäischen Linken/Nordischen Grünen Linken (GUE/NGL) |
| Par cilvēka tiesībām vienotā Latvijā (PCTVL)  | 1       | 1            | Die Grünen/Europäische Freie Allianz (G/EFA)                                              |
| Latvijas Pirmā partija/Latvijas Ceļš (LPP/LC) | 1       | 1            | Fraktion der Allianz der Liberalen und Demokraten für Europa (ALDE)                       |
| Tēvzemei un Brīvībai/LNNK (TB/LNNK)           | 1       | 1            | Europäische Konservative und Reformer (EKR)                                               |
| Gesamt                                        | 8       | 9            |                                                                                           |

## Abgeordnete
| Bild | MEP              | von           | bis           | Partei  | Fraktion | Anmerkungen                                     |
| ---- | ---------------- | ------------- | ------------- | ------- | -------- | ----------------------------------------------- |
|      | Ivars Godmanis   | 14. Juli 2009 | 30. Juni 2014 | LPP/LC  | ALDE     |                                                 |
|      | Sandra Kalniete  | 14. Juli 2009 | 30. Juni 2014 | PS      | EVP      |                                                 |
|      | Krišjānis Kariņš | 14. Juli 2009 | 30. Juni 2014 | JL      | EVP      |                                                 |
|      | Alexander Mirsky | 14. Juli 2009 | 30. Juni 2014 | SC      | S&D      |                                                 |
|      | Alfred Rubiks    | 14. Juli 2009 | 30. Juni 2014 | SC      | GUE/NGL  |                                                 |
|      | Kārlis Šadurskis | 1. Dez. 2011  | 30. Juni 2014 | PS      | EVP      | Nachgerückt im Rahmen des Vertrags von Lissabon |
|      | Inese Vaidere    | 14. Juli 2009 | 30. Juni 2014 | PS      | EVP      |                                                 |
|      | Tatjana Ždanoka  | 14. Juli 2009 | 30. Juni 2014 | PCTVL   | G/EFA    |                                                 |
|      | Roberts Zīle     | 14. Juli 2009 | 30. Juni 2014 | TB/LNNK | EKR      |                                                 |